# Kläppberget
Kläppberget este o arie protejată (arie specială de conservare — SAC, sit de importanță comunitară — SCI) din Suedia întinsă pe o suprafață de 82 ha, integral pe uscat.

## Localizare
Centrul sitului Kläppberget este situat la coordonatele 62°41′20″N 14°34′04″E / 62.6889°N 14.5677°E.

## Înființare
Situl Kläppberget a fost declarat sit de importanță comunitară în mai 2001 pentru a proteja un număr necunoscut de specii din flora spontană și fauna sălbatică aflate în arealul zonei. Situl a fost protejat și ca arie specială de conservare în martie 2011.

## Biodiversitate
Situată în ecoregiunea boreală, aria protejată conține 4 habitate naturale: Păduri fino-scandinave bogate în ierburi cu Picea abies, Taiga vestică, Mlaștini alcaline, Pante stâncoase silicioase cu vegetație casmofită.
La baza desemnării sitului se află un număr nedeclarat de specii protejate.